# Nordic Nest
Nordic Nest ist ein schwedisches Unternehmen mit Hauptsitz in der südschwedischen Stadt Kalmar, das Internethandel rund um skandinavisches Wohndesign betreibt.

## Geschichte
Nordic Nest ist ein schwedischer Onlinestore für skandinavisches Wohndesign, der 2002 in Kalmar, Schweden von Jörgen Bödmar gegründet wurde und zunächst nur in Schweden vertreten war.
2003 wurde die englischsprachige Website gelauncht und 2008 die deutsche Seite. Im Laufe der Jahre folgte der Launch von weiteren internationalen Websites, heute ist Nordic Nest in 12 Ländern vertreten.
Im Jahr 2019 änderte das Unternehmen seinen ursprünglichen Namen von Design Online / Scandinavian Design Center zu Nordic Nest in allen 12 Ländern.
Im Jahr 2020 wurde Nordic Nest Teil der BHG Group – eine der größten E-Commerce-Gesellschaften Skandinaviens und im November 2020 veröffentlichte Nordic Nest in Kollaboration mit dem schwedischen Designerduo Bernadotte & Kylberg die Marke NJRD, welche Produkte wie Wohntextilien und Geschirr im skandinavischen Design präsentiert.
2021 erwarb Nordic Nest 100 % der Anteile an Svenssons i Lammhult AB und begann mit der Erweiterung seiner Lager- und Büroflächen in Kalmar, mit dem Ziel, insgesamt fast 30.000 Quadratmeter Lager- und Bürofläche zu erhalten.
Heute beschäftigt das Unternehmen 498 Vollzeitmitarbeiter.

## Geschäftsmodell
Nordic Nest präsentiert skandinavische Wohndesign-Produkte von überwiegend skandinavischen, aber auch internationalen Marken. Im Geschäftsjahr 2021 erzielte Nordic Nest einen Umsatz von 1,396 Mrd. schwedischen Kronen.
Nordic Nest ist in neun europäischen Ländern (Schweden, Deutschland, Polen, Frankreich, Spanien, den Niederlanden, Dänemark, Finnland und Norwegen) sowie im englischsprachigen Raum und Korea und Japan vertreten.

## Sortiment
Der Onlinestore von Nordic ist in sechs Hauptkategorien (Geschirr und Servieren, Wohnaccessoires, Küche und Kochen, Beleuchtung, Teppiche und Wohntextilien sowie Möbel) unterteilt und umfasst zum aktuellen Standpunkt (April 2022) 32.000 Artikel von 220 Designmarken.